# David Kiptoo Kirui
David Kiptoo Kirui (29 dicembre 1977) è un ex maratoneta keniota.

## Biografia
Nel 2001 si è classificato secondo alla Maratona di Parigi.

## Competizioni internazionali
1998
- Argento alla Maratona di Palermo ( Palermo) - 2h15'49"

1999
- 4º alla Great South Run ( Portsmouth), 10 miglia - 47'48"

2000
- Oro alla Maratona dell'Alto Adige ( Egna) - 2h12'25"
- Oro alla Maratona di Lione ( Lione) - 2h11'43"
- Oro alla Maratona di Caen ( Caen) - 2h17'12"
- Argento alla Great Lake Marathon ( Kisumo) - 2h20'54"
- Argento alla Maratona della Pace ( Assisi) - 2h23'35"
- 10º alla Mezza maratona di Eldoret ( Eldoret) - 1h05'25"

2001
- Argento alla Maratona di Parigi ( Parigi) - 2h09'40"
- Oro alla Mezza maratona di Granollers ( Granollers) - 1h04'34"
- Oro alla Mezza maratona di Boulder ( Boulder) - 1h07'29"
- 8º alla Corrida di San Geminiano ( Modena), 13,1 km - 39'36"
- 9º al Cross della Vallagarina ( Villa Lagarina) - 29'12"

2002
- 23º alla Maratona di Parigi ( Parigi) - 2h18'40"
- 12º alla Maratona di Venezia ( Venezia) - 2h17'50"
- 5º alla Maratona di Valencia ( Valencia) - 2h16'48"
- 6º alla Maratona di Mazatlán ( Mazatlán) - 2h22'18"
- 16º alla Maratona di San Paolo ( San Paolo) - 2h28'12"
- 9º alla Emirates International Civilization Marathon ( El Ain)
- 19º alla Mezza maratona di Eldoret ( Eldoret) - 1h04'37"
- Oro alla Schriesheimer Mathaisemarktlauf ( Schriesheim) - 29'32"
- Argento alla Sunrise Stampede ( Longmont) - 30'32"

2003
- 7º alla Maratona di Parigi ( Parigi) - 2h08'53"
- 14º alla Padova Marathon ( Padova) - 2h27'02"
- 6º alla Maratona dell'Alto Adige ( Egna) - 2h24'30"
- 4º alla Maratona di Trieste ( Trieste) - 2h14'59"
- 18º alla Mezza maratona di Praga ( Praga) - 1h09'10"
- 10º alla Mezza maratona di Ribarroja ( Ribarroja) - 1h08'36"
- Argento alla Mezza maratona di Sabaudia ( Sabaudia) - 1h06'10"
- Argento alla Stadium Stampede ( Denver), 5 km - 14'41"

2004
- Oro alla Maratona di Los Angeles ( Los Angeles) - 2h13'41"
- 20º alla Peachtree Road Race ( Peachtree Road Race) - 30'10"
- 7º alla Carrera Popular Circuito del Agua ( Madrid) - 30'37"

2005
- 5º alla Maratona di Venezia ( Venezia) - 2h12'21"
- 8º alla Maratona di Madrid ( Madrid) - 2h18'07"
- Argento alla Maratona di Montreal ( Montréal) - 2h18'23"

2006
- 28º alla Maratona di Francoforte ( Francoforte sul Meno) - 2h28'15"
- 8º alla Maratona di Torino ( Torino) - 2h17'42"
- Argento alla Maratona di Nashville ( Nashville) - 2h15'20"
- 10º alla Maratona di Dubai ( Dubai) - 2h19'55"
- 5º alla Maratona di Duluth ( Duluth) - 2h20'12"

2007
- Bronzo alla Maratona di Valencia ( Valencia) - 2h12'09"
- Bronzo alla Maratona di San Antonio ( San Antonio) - 2h28'53"

2009
- Bronzo alla Maratona di Palermo ( Palermo) - 2h23'20"

2011
- Bronzo alla Maratona di Loningen ( Löningen) - 2h32'33"
- Argento alla Mezza maratona di Ratisbona ( Ratisbona) - 1h07'27"
- Oro alla Pforzheimer Citylauf ( Pforzheim) - 32'44"

2014
- 29º alla Maratona di Città del Messico ( Città del Messico) - 2h30'21"
- 5º alla Maratona di Ciudad Juárez ( Ciudad Juárez)
- Oro alla 10 km di Aguascalientes ( Aguascalientes) - 30'49"

2015
- 12º alla Maratona di Ciudad Juárez ( Ciudad Juárez) - 2h26'54"

2016
- 5º alla Maratona di Toluca ( Toluca) - 2h37'30"

2017
- Argento alla Maratona di Guadalajara ( Guadalajara) - 2h24'17"